# The Grand Partition and the Abrogation of Idolatry
The Grand Partition and the Abrogation of Idolatry är debutalbumet till det amerikanska death metal-bandet Success Will Write Apocalypse Across the Sky. Albumet släpptes den 3 april 2009 genom skivbolaget Nuclear Blast.

## Låtförteckning
1. "10,000 Sermons, One Solution" – 2:29
2. "The Realization That Mankind Is Viral in Its Nature" – 1:40
3. "Cattle" – 2:17
4. "Agenda" – 2:42
5. "Pity the Living, Envy the Dead" (instrumental) – 0:52
6. "Despot" – 3:11
7. "A Path" – 2:11
8. "Automated Oration and the Abolition of Silence" – 2:53
9. "One Must Imagine Sisyphus Happy" – 3:18
10. "Colossus" – 1:33
11. "Retrograde and the Anointed" (instrumental) – 2:38
12. "Of Worms, Jesus Christ, and Jackson County, Missouri" – 3:15
13. "The Tamagotchi Gesture" – 3:41
14. (Gömd spår utan titel) – 8:34

## Medverkande
Musiker (Success Will Write Apocalypse Across the Sky-medlemmar)
- Ian Sturgill − sång, gitarr
- John Paul Collett II (John Collett) − sång
- Matt Simpson − basgitarr
- Mike Heller − trummor
- A. Lee Haines – gitarr
- Jen Muse (också känd som "Sister Eve Black") – sampling

Produktion
- James Murphy – producent, ljudtekniker, mixning, mastering
- Max Velez – assisterande ljudtekniker
- Cole Martinez – redigering
- Colin Marks – omslagsdesign, omslagskonst